# Marjasaari (ö i Södra Savolax, Nyslott, lat 62,16, long 28,40)
Marjasaari är en ö i Finland. Den ligger i sjön Haukivesi och i kommunen Nyslott i  landskapet Södra Savolax, i den sydöstra delen av landet, 290 km nordost om huvudstaden Helsingfors. Öns area är 17,1 hektar och dess största längd är 1,1 kilometer i sydöst-nordvästlig riktning.